# Oļegs Maļuhins
Oļegs Maļuhins (russisch Олег Малюхин / Oleg Maljuchin; * 6. Mai 1969 in Daugavpils, Lettische SSR, Sowjetunion) ist ein ehemaliger lettischer Biathlet.

## Sportliche Laufbahn
Maļuhins war zwischen 1992 und 2004 im Biathlon-Weltcup aktiv. Sein einziger Sieg gelang ihm dabei 1999 im kanadischen Valcartier. Insgesamt erreichte er bei Weltcuprennen sieben Mal einen Platz unter den ersten fünf. Die beste Zeit seiner Karriere lag in den Jahren 1997 bis 2000, als er sich am Ende jeder Saison zu den Top 20 im Gesamtweltcup zählen durfte.
Maļuhins nahm insgesamt fünfmal bei Olympischen Winterspielen teil. Seine beste Platzierung war hierbei Platz 6 im Sprint (1998, Nagano). Auch im Staffelrennen belegte Maļuhins mit dem lettischen Team Rang 6.
2006 in Turin trat Maļuhins im Skilanglauf an. Hier konnte er allerdings nicht mit der Weltelite mithalten. In der Qualifikation zum Sprint schied er vorzeitig aus und im 50-km-Massenstart kam er mit großem Rückstand als einer der letzten ins Ziel.

## Biathlon-Weltcup-Platzierungen
Die Tabelle zeigt alle Platzierungen (je nach Austragungsjahr einschließlich Olympische Spiele und Weltmeisterschaften).
- 1.–3. Platz: Anzahl der Podiumsplatzierungen
- Top 10: Anzahl der Platzierungen unter den ersten zehn (einschließlich Podium)
- Punkteränge: Anzahl der Platzierungen innerhalb der Punkteränge (einschließlich Podium und Top 10)
- Starts: Anzahl gelaufener Rennen in der jeweiligen Disziplin

| Platzierung | Einzel | Sprint | Verfolgung | Massenstart | Team | Staffel | Gesamt |
| ----------- | ------ | ------ | ---------- | ----------- | ---- | ------- | ------ |
| 1. Platz    |        | 1      |            |             |      |         | 1      |
| 2. Platz    |        | 1      |            |             |      |         | 1      |
| 3. Platz    |        |        |            |             |      |         |        |
| Top 10      | 1      | 10     | 6          | 3           |      | 14      | 34     |
| Punkteränge | 10     | 31     | 18         | 6           | 1    | 33      | 99     |
| Starts      | 45     | 70     | 30         | 6           | 1    | 33      | 185    |